# Liste der beninischen Botschafter in der Deutschen Demokratischen Republik
Die Liste der beninischen Botschafter in der Deutschen Demokratischen Republik enthält die Botschafter der Republik Dahomey und der realsozialistischen Volksrepublik Benin als Vorgängerstaaten der heutigen Republik Benin in der Deutschen Demokratischen Republik (DDR). Diplomatische Beziehungen, die bis 1990 bestanden, nahmen Dahomey/Benin und die DDR am 14. September 1973 auf. Der beninische Botschafter in der Sowjetunion war in Ost-Berlin zweitakkreditiert.
| Name            | Übergabe des Beglaubigungsschreibens | Quelle                 | ernannt von     | akkreditiert bei |
| --------------- | ------------------------------------ | ---------------------- | --------------- | ---------------- |
| Armand Monteiro | 14. Juni 1979                        | DC 10/1979             | Mathieu Kérékou | Erich Honecker   |
| Thimothée Mevo  | 1. Juni 1983                         | DC 10/1983; ZR 6046/14 | Mathieu Kérékou | Erich Honecker   |
| Ibitècho Laley  | 15. Dezember 1986                    | DC 10/1987             | Mathieu Kérékou | Erich Honecker   |